# Sherif Abdoelrahman
Omar Sherif (Sherif) Abdoelrahman is een Surinaams docent, diplomaat en topfunctionaris. Hij was lecturer aan de Anton de Kom Universiteit van Suriname. Begin jaren 2020 was hij directeur van het ministerie van Defensie. Sinds 2024 is hij ambassadeur in Marokko.

## Biografie
Daarnaast was hij in de jaren 2010 verbonden aan de faculteit voor Public Administration van de Anton de Kom Universiteit van Suriname, als richtingscoördinator, lecturer en voorzitter van de drugscommissie, die verbonden is aan de CICAD (een Spaanse acroniem voor Inter-Amerikaanse Commissie voor de Controle op het Misbruik van Drugs), een onderdeel van de OAS.
Begin jaren 2020 was hij directeur van het ministerie van Defensie. Hij maakte toen ook deel uit van de Beleidscommissie Verkiezingen 2025. In augustus 2023 werd hij op eigen verzoek overgeplaatst naar het ministerie van Buitenlandse Zaken, Internationale Business en Internationale Samenwerking (BIBIS).
In februari 2024 werd hij door president Chan Santokhi beëdigd tot ambassadeur in Marokko, met als standplaats Rabat. Hiermee volgde hij Reita Joemratie op. Hij leverde zijn geloofsbrieven bij de Marokkaanse koning Mohammed VI in op 14 mei 2025
Hij was eerder gehuwd.